# Tomáš Pospíšil (lední hokejista)
Tomáš Pospíšil (* 25. srpna 1987 Šumperk) je český hokejový útočník, Aktuálně působící v týmu HC VERVA Litvínov. Mimo území Česka působil v Kanadě, USA, Bělorusku, Slovensku.

## Hráčská kariéra
- 1999-2000 Salith Šumperk
- 2000-2001 Salith Šumperk
- 2001-2002 HC Oceláři Třinec (dorost)
- 2002-2003 HC Oceláři Třinec (junior)
- 2003-2004 HC Oceláři Třinec (junior)
- 2004-2005 HC Oceláři Třinec (junior)
- 2005-2006 Sarnia Sting
- 2006-2007 Sarnia Sting
- 2007-2008 Chicago Wolves, Gwinnett Gladiators
- 2008-2009 Chicago Wolves, Albany River Rats, Gwinnett Gladiators
- 2009-2010 HC Oceláři Třinec, Salith Šumperk
- 2010-2011 HC Kometa Brno, HC Slavia Praha
- 2011-2012 HC Kometa Brno, HC Slavia Praha
- 2012-2013 HC Slavia Praha, Bílí Tygři Liberec
- 2013-2014 Bílí Tygři Liberec, Mountfield HK
- 2014-2015 Mountfield HK
- 2015-2016 Piráti Chomutov
- 2016/2017 BK Mladá Boleslav ELH
- 2017/2018 HC Shakhter Soligorsk, MsHK Žilina
- 2018/2019 HC Nove Zamky
- 2019/2020 HC Nove Zamky, HC Verva Litvínov
- 2020/2021 HC Verva Litvínov
- 2021/2022 HC Verva Litvínov, BK Mladá Boleslav
- 2022/2023 PSG Berani Zlín